# Gagyi József
Gagyi József (Marosvásárhely, 1953. április 26. –) romániai magyar költő, szociográfus, egyetemi tanár.

## Élete
A Bolyai Farkas Líceumban érettségizett 1972-ben, majd a Babeș–Bolyai Egyetemen szerzett magyar–francia szakos tanári oklevelet 1978-ban.
A csíkszeredai Építészeti Szaklíceum (1978–1984), a Matematika-Fizika Elméleti Líceum (1984–1986), majd a szentegyházi Kohászati Szaklíceum (1986–1990) pedagógusa volt. 1990-ben a csíkszeredai Márton Áron Elméleti Líceumban tanított. 1990–1996 között a Művelődés folyóirat szerkesztője, valamint székelyföldi tudósítójaként működött. 1979 óta a csíkszeredai Kommunikációs Antropológiai Munkacsoport, majd 1996 óta Regionális és Antropológiai Kutatási Központ munkatársa. 2002–2015 a Sapientia Egyetem marosvásárhelyi karának docense, 2015-től egyetemi tanára.
Verseit az Ifjúmunkás, Igaz Szó, Echinox, Utunk, Művelődés, A Hét s az Igazság Fellegvár-melléklete közölte, tanulmányát a paraszti hiedelemvilág bomlásáról a Korunk (1977/6). Szerepelt a Varázslataink (1974), Kimaradt Szó (1979) és Ötödik Évszak (1980) című antológiákban. Verseinek alaphangját a szülőföld és az irodalmi, művészeti eszmények leírásával teremti meg. Kutatási területe a hiedelemvilág, valamint az 1950-es évek társadalomtörténete.

## Művei
- Karnyújtásnyira fémek (versek, 1987)
- Jelek égen és földön: hiedelem és helyi társadalom a Székelyföldön (1998)
- Örökített székelykapu (2004)
- Örökített székelykapu. Környezetek, örökség, örökségesítés egy székelyföldi faluban; Mentor, Marosvásárhely, 2004
- Földosztók, önellátók, gyarapodók: a dekollektivizáció emberei (2007)
- Örökség és közkapcsolatok (PR); Scientia, Kolozsvár, 2008
- Fejezetek Románia huszadik századi társadalomtörténetéhez; Mentor, Marosvásárhely, 2009
- Fogyasztói magatartás; Scientia, Kolozsvár, 2009
- Amire vágyunk, amitől félünk, amit remélünk; Mentor, Marosvásárhely, 2010
- Ha akartam, fütyöltem, ha akartam, dúdolászgattam. Beszélgetések Balogh Pállal; Mentor, Marosvásárhely, 2012 (Emberek, életek)
- Turizmus és közkapcsolatok (PR); Scientia, Kolozsvár, 2013
- Új média-terek. 2010. március 5-6., Marosvásárhely; szerk. Gagyi József, Imre Attila; Scientia, Kolozsvár, 2014
- Hiedelemszövegek Székelyföldről; gyűjt. Gagyi József, szerk. Dyekiss Virág; L'Harmattan–PTE Néprajz-Kulturális Antropológia Tanszék, Budapest–Pécs, 2015 (Fontes ethnologiae Hungaricae)
- Aki tudta, vitte. Lopás, közösség, társadalom; Pro-Print,Csíkszereda, 2018
- Gagyi József: Régi ember új világban. Sztrátya Domokos életútja; Kriza János Néprajzi Társaság, Kolozsvár, 2019 (Dissertationes ethnographicae Transylvanicae)
- Gép és nép. Gépek és társadalmi változások vidéken; Kriza János Néprajzi Társaság, Kolozsvár, 2021 (Dissertationes ethnographicae Transylvanicae)

## Elismerései
- A Sapientia EMTE emeritus professzora, 2023[2]